# AMD K6-III

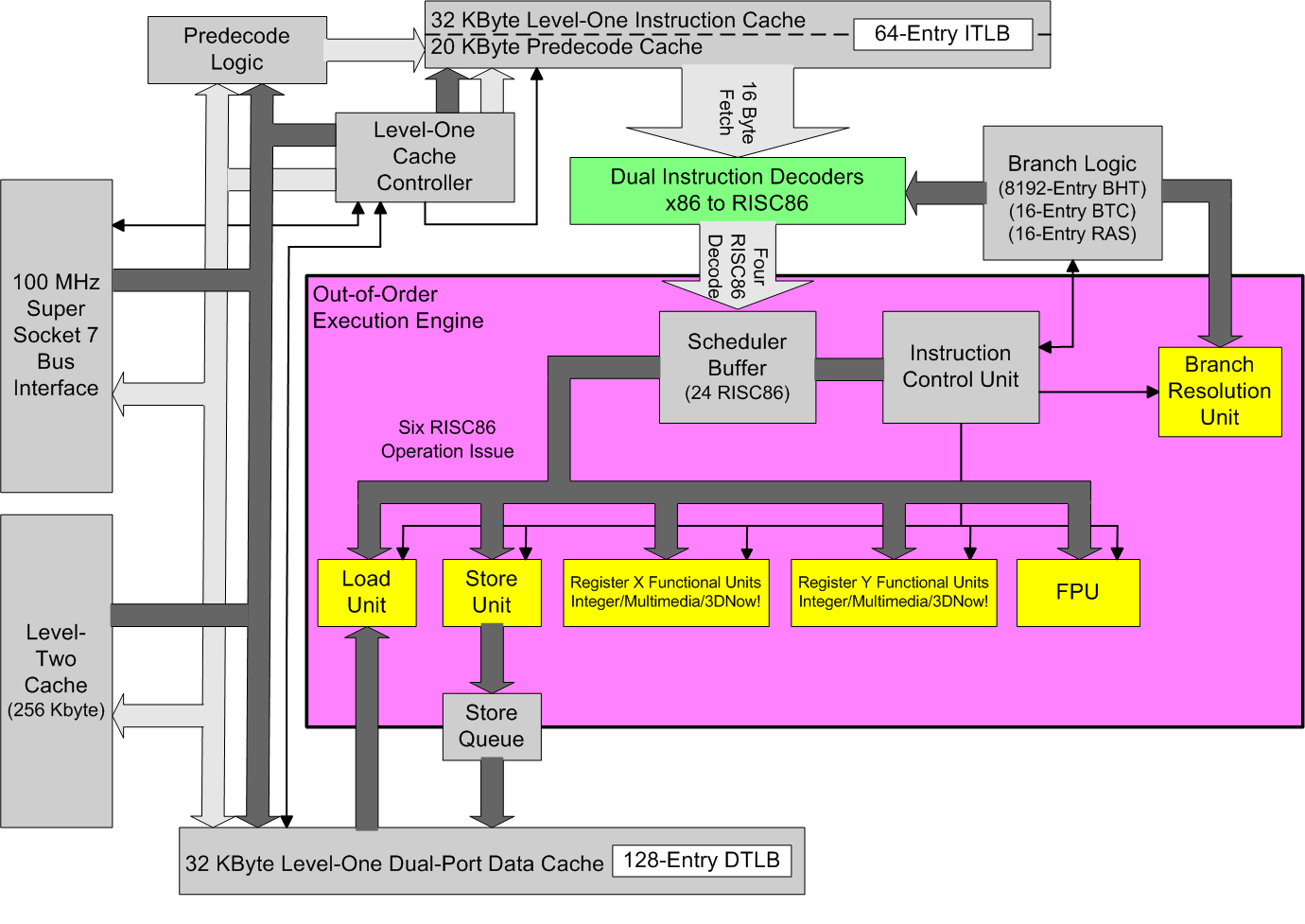
Arquitectura del AMD K6-III.

El K6-III, nombre código "Sharptooth", fue un microprocesador x86 manufacturado por AMD. Fue el último y el más rápido de todos los procesadores para plataformas de Socket 7. Fue lanzado el 22 de febrero de 1999, con modelos de 400 y 450 MHz.
En el momento de su lanzamiento, el procesador de escritorio más rápido disponible de Intel hasta esa fecha era el Pentium II de 450 MHz. Sin embargo, el K6-III también compitió contra la línea "Katmai" de Pentium III, lanzada pocos días después, el 26 de febrero. Los CPU "Katmai" alcanzaron velocidades de 500 MHz, ligeramente más rápidos que el K6-III de 450 MHz.
El desempeño del K6-III fue mejorado significativamente con respecto al del K6-2 gracias a la adición de un caché L2 en el chip (on-die) que corría a velocidad de reloj completa. Cuando estaban equipados con un caché L3 de 1 MB (en la tarjeta madre), los K6-III de 400 y 450 MHz podían emparejar casi completamente el desempeño del más caro Pentium III "Katmai", en sus modelos de 450 y 500 MHz respectivamente.
El K6-III de 450 MHz era a veces promocionado, especialmente en Internet, como el primer procesador de AMD en superar el mejor modelo ofrecido por Intel. Sin embargo, esto es una aclamación difícil de soportar, por dos razones principales: En primer lugar, aunque el lanzamiento oficial del K6-III precedió al del más rápido Pentium III, la fecha de disponibilidad real en el mercado pudo haber venido levemente más tarde; en segundo lugar, el desempeño del procesador a través de diferentes arquitecturas no es perfectamente escalar, y así, aunque el Pentium II de 450 MHz se desempeñó más lento en ciertas áreas, era más rápido en otras.

## Modelos

### K6-III "Sharptooth" (K6-3D+, 250 nm)
- L1-Caché: 32 + 32 KiB (Data + Instructions)
- L2-Cache: 256 KiB, fullspeed
- MMX, 3DNow!
- Super Socket 7
- Front Side Bus: 100 MHz
- VCore: 2.2 V, 2.4 V
- Lanzamiento: 22 de febrero de 1999
- Velocidad: 400, 450 MHz

### K6-III+ (180 nm)
- L1-Caché: 32 + 32 KiB (Data + Instructions)
- L2-Caché: 256 KiB, fullspeed
- MMX, Extended 3DNow!, PowerNow!
- Super Socket 7
- Front Side Bus: 95, 100 MHz
- VCore: 2.0 V, 1.8 V, 1,7 V, 1,6 V
- Lanzamiento: 18 de abril de 2000
- Velocidad: 400, 450, 475, 500, 550 MHz